# Muhlenbergia jaliscana
Muhlenbergia jaliscana är en gräsart som beskrevs av Jason Richard Swallen. Muhlenbergia jaliscana ingår i släktet muhlygräs, och familjen gräs. Inga underarter finns listade i Catalogue of Life.